# Flavius Moldovan
Mihail Flavius Moldovan (n. 27 iulie 1976, Reghin, Mureș, România) este un fost jucător de fotbal român.

## Legături externe
- Flavius Moldovan la romaniansoccer.ro